# Peromyscus merriami
Peromyscus merriami és una espècie de mamífer rosegador de la família dels cricètids. Viu a altituds d'entre 0 i 1.160 msnm a Arizona (Estats Units) i Mèxic. Es tracta d'un animal nocturn. El seu hàbitat natural són les bardisses espesses de mesquite barrejat amb altres plantes llenyoses. És una espècie en risc mínim, és a dir, no sembla que hi hagi cap amenaça significativa per a la seva supervivència.
L'espècie fou anomenada en honor del metge i naturalista estatunidenc Clinton Hart Merriam.